# بوکیت برونتونگ
بوکیت برونتونگ از شهرهای اصلی منطقه هولو سلانگور در ایالت سلانگور، مالزی است. این شهر نزدیک شهر سرنداه است. یکی از راه‌های فرعی بزرگراه شمال به جنوب به این شهر می‌رود. 